# Day of Defeat: Source
Day of Defeat: Source är ett flerspelarspel inom genren förstapersonsskjutare, och som utvecklades och gavs ut av Valve Corporation. Spelet utspelar sig i andra världskriget och är en remake av Day of Defeat. Day of Defeat: Source släpptes den 26 september 2005 till Microsoft Windows genom Valves distributionssystem Steam. De fysiska versionerna av spelet hanterades av Electronic Arts.
Day of Defeat: Source tillkännagavs i februari 2005. Spelet har utvecklats från sin föregångare som använder Goldsource som spelmotor, till att använda Source. Day of Defeat: Source är spelmässigt likt föregångaren, men har förändrats i grafik och infört flera nya funktioner. Spelet har också använts för att visa upp nya designfunktioner av Source-motorn, till exempel rendering med högt dynamiskt omfång och filmeffekter. Spelet handlar om två lag, USA:s armé och Wehrmacht, som vart och ett har tillgång till sex spelfigurer som får kriga i olika inspirerade scenarier från andra världskriget i Europa.
När spelet släpptes fick det ett generellt gynnsamt mottagande, med beröm för sitt estetiska och strategiska spelupplägg, samt dess grafik, ljud och övergripande presentation. Dock kritiserades spelet för brist på innehåll, något som utökades i kommande uppdateringar, till exempel nya spellägen och kartor.

## Spelupplägg
Day of Defeat: Source utspelar sig i andra världskriget, särskilt i Europa under 1944. Spelaren börjar med att välja ett lag, antingen USA:s armé eller tyska Wehrmacht, och får kriga mot varandra genom ett visst spelläge. I det valda laget får spelaren också välja en av sex spelfigursroller, i spelet kallade klasser. Spelaren kan inte ta för mycket skada, eftersom under vissa omständigheter räcker det med endast ett skott för att dödas, vilket tvingar spelaren att gömma eller skydda sig mer. Om spelaren dör startas en kort nedräkning för återupplivning. Vid återupplivningen kommer spelaren och alla andra lagkamrater som också dog under tidens nedräkning att få börja samtidigt, vilket blir som en ny våg av trupper. Alla vapen i spelet har realistiska begränsningar vid användning: en kulspruta måste stationeras för att upprätthålla korrekt skottlossning eller laddas om, ett raketgevär måste läggas över axeln för att riktas och skjutas, ett prickskyttegevär ger noggrannare skottlossning med siktet och handgranater som kastas direkt (utan att vänta en stund) kan lätt undvikas eller till och med kastas tillbaka av en fiende.
Day of Defeat: Source släpptes från början med fyra kartor, men har i kommande uppdateringar infört fyra nya kartor samt åtta gemenskapsskapade kartor stödda av Valve. Kartorna kan vara baserade på fiktiva eller riktiga strider och slag som skildrar de allierades kampanjer 
i Italien och Frankrike, såsom Falaisefickan och Operation Shingle (landstigningen vid Anzio). Strider kan äga rum i olika miljöer, till exempel i städer, byggnader och avloppssystem. Spelet spelas på en server, där det kan vara högst 32 spelare samtidigt.
Day of Defeat: Source, liksom en del andra Valve-spel, sparar och tillhandahåller detaljerad statistik om individuella spelare. Statistiken visar bland annat tiden för varje klass som spelaren har spelat som, avfyrade och träffade skott för varje vapen som använts, samt vunna och förlorade omgångar. Spelet har också flera prestationer (som tidigare kallades framsteg), vilka innehåller små uppgifter som spelaren kan frivilligt utföra. Dessa uppgifter kan exempelvis vara att döda ett visst antal fiender med ett specifikt vapen, eller vinna en omgång under en bestämd tid. Många av prestationerna är avsedda för enskilda klasser och ska därmed ge en uppmuntran till spelaren att förbättra sina klassförmågor. Avklarade prestationer och statistik från tidigare spelade omgångar visas på spelarens Steam-profilsida.

### Spellägen
Day of Defeat: Source har två huvudsakliga spellägen: territoriell kontroll och detonation. I territoriell kontroll måste spelare kriga för kontroll över strategiska punkter på en karta. De strategiska punkterna kan vara placerade på olika objekt och områden, till exempel på en stridsvagn eller en bro. Punkterna har också en flagga som visar vilken armé som har kontroll över den. Beroende på punkt kan det krävas en eller två lagmedlemmar för att ta över den, vilka då måste befinna sig inom punktens område. Motståndare kan i sin tur blockera en övertagning genom att också ställa sig inom punktens område eller genom att döda spelarna vid punkten. Det lag som först innehar alla punkter samtidigt vinner omgången.
I spelläget detonation ska spelaren plantera och detonera sprängladdningar på ett antal fientliga positioner eller objekt, som kan bestå av luftvärn, stridsvagnar och pansarbilar. Vissa objekt måste sprängas två gånger för att förstöras. Spelaren kan också skydda sina positioner genom att desarmera en planterad sprängladdning innan den sprängs. I en variant av spelläget ska det ena laget försvara sina objekt under en viss tid som annars ökar för varje sprängt objekt som utförs av motståndarlaget. Försvararna vinner om de kan skydda sina objekt tills tiden går ut, medan angriparna vinner när alla objekt har förstörts. I en annan variant av spelläget måste båda lagen attackera varandras objekt samtidigt som de försvarar sina egna. Det lag som först förstör motståndarlagets alla objekt vinner.

### Klasser (spelfigurer)
Båda lagen i spelet har tillgång till sex spelfigurer som kallas klasser. Varje klass har sina egna militäriska förhållanden och kräver samarbete med de övriga för att nå framgång. Klassernas vapen och utrustning är baserade på dem som användes av USA och Nazityskland under andra världskriget. Som vapen finns både eld- och närstridsvapen. Granater används också av flera klasser beroende på deras roll i spelet.
De sex olika klasserna är samma i varje lag, men skiljer i vapen och utrustning.
USA:s armé
- Gevärsskytt: har M1 Garand, två gevärsgranater och en kniv.
- Attack: har Thompson, Colt M1911, en splittergranat och en rökgranat. Klassfiguren kan även slå sina fiender.
- Understöd: har Browning Automatic Rifle, två splittergranater och en kniv.
- Krypskytt: har M1903 Springfield, Colt M1911 och en kniv.
- Kulspruteskytt: har Browning M1919, Colt M1911 och en kniv.
- Raketgevärsskytt: har Bazooka, M1 carbine och en kniv.

Wehrmacht
- Gevärsskytt: har Karabiner 98k, två gevärsgranater och en spade.
- Attack: har MP 40, Walther P38, en splittergranat och en rökgranat. Klassfiguren kan även slå sina fiender.
- Understöd: har Sturmgewehr 44, två splittergranater och en spade.
- Krypskytt: har Karabiner 98k med kikarsikte, Walther P38 och en spade.
- Kulspruteskytt: har Maschinengewehr 42, Walther P38 och en spade.
- Raketgevärsskytt: har Panzerschreck, Mauser C96 (automatpistol) och en spade.

## Utveckling
Day of Defeat: Source tillkännagavs först för Microsoft Windows under Half-Life 2:s utveckling, ett spel som kom att bli ett flaggskepp för den nya spelmotorn Source. Detta var ett i leden för att omvandla Valves Goldsource-spel till den nya spelmotorn. Efter utgivningen av Half-Life 2 och Counter-Strike: Source släpptes väldigt lite information om Day of Defeat: Sources utveckling. Men i februari 2005 meddelade Valve att spelet var nära en betaversion och att den skulle bli tillgänglig senare under årets första kvartal. Snart därefter öppnades betaversionen för ett internt test hos vissa inbjudna medlemmar av Day of Defeat-gemenskapen. Betaversionen var en nästan ren kopia av den senaste versionen av Day of Defeat, där till och med spelfigurs- och vapenmodellerna var samma som i Goldsource-drivande spelet. På grund av betaversionens kritik gjordes betydande förändringar i spelupplägget: vapnens egenskaper förändrades och flera klasser från förra spelet togs bort. I senare pressmeddelanden visades en nyare version upp, vilken hade nya spelfigurs- och vapenmodeller samt nya tillägg, såsom gevärs- och rökgranater. Den 2 september 2005 meddelade Valve att de var "övertygade" om att Day of Defeat: Source skulle släppas samma månad, och sju dagar senare meddelades det officiella utgivningsdatumet till den 26 september 2005. Spelet kunde laddas ner på Steam redan den 14 september 2005, men inte för att spela. Day of Defeat: Source släpptes den 26 september.
Spelet har fått flera uppdateringar sedan det gavs ut. Uppdateringarna har bestått av justeringar i spelupplägget, nya kartor och grafiska effekter. Den första nya kartan släpptes den 30 november 2005 och en andra ny karta släpptes den 25 januari 2006, vilken den sistnämnda användes som en demonstration för den nya spelmotorns förmåga att rendera snö och is. Den 22 juni 2006 meddelades om en stor uppdatering som skulle komma och innehålla spelläget detonation, olika speljusteringar och två nya kartor för det nya spelläget. Uppdateringen kom ut den 28 juni 2006. Den 26 april 2007 släpptes tre kartor under titeln Community Assembled Map Pack (CAMP1), som hade skapats av spelets gemenskap. Kartpaketet var skapat med hjälp och stöd från Valve. Ett andra kartpaket, CAMP2, med fem nya kartor släpptes den 26 juli 2007. Valve tillkännagav en annan stor uppdatering den 23 maj 2008, som skulle ge spelet stöd för Steamworks. Uppdateringen kom senare ut och innehöll även en del speljusteringar, en ny karta baserad på en populär gemenskapsskapad karta från Day of Defeat, 54 prestationer, samt att spelmotorn ändrades över till den version som används i The Orange Box, vilket gav spelet möjligheten att använda partikel- eller specialeffekter.

### Teknik
Valve har använt Day of Defeat: Source som en demonstration för flera av spelmotorn Sources tekniker. Spelet introducerade ett dynamiskt ljudsystem som var begränsat till icke-spelbara figurer i Half-Life 2. Ljudet från ett avfyrat vapen i spelet hänförs med avstånds- och ocklusionsvariabler som bearbetas och skickas tillbaka till spelarens högtalare. Ljud som kommer långt ifrån spelaren saknar de högre frekvenserna och låter därför naturligare. Spelet har vidare varit först med att införa Valves system för högt dynamiskt omfång i rendering, vilket var före den officiella demonstrationen i Half-Life 2: Lost Coast. Andra effekter har lagts till i senare uppdateringar, vilka var till för att få spelet att likna en film från andra världskriget. Dessa effekter är rörelseoskärpa, skärpedjup, filmkornighet och färgkorrigering.

### Marknadsföring
För att främja Day of Defeat: Source har Valve tagit fram tre machinima-trailrar som visar hur spelet spelas. Trailrarna har ett tema kring propagandanyheter i krigstid från både Nazityskland och USA. För att framtona detta användes filmkornighet, färgkorrigering, rörelseoskärpa, skärpedjup och sepiatoning. Den första trailern släpptes som en del av spelets marknadsföring efter utgivningen den 20 december 2005. Trailern heter Prelude to Victory och avbildar en stor eldstrid i spelet som rapporteras från ett tyskt perspektiv med en kommentator på tyska. De två andra trailrarna släpptes för att främja spelets stora uppdatering under andra kvartalet 2006. Trailrarna, båda ur amerikansk synvinkel, visar hur det nya spelläget detonation fungerar och betonar samarbete som nyckeln till framgång, samt visar upp två nya kartor som hade lagts till i uppdateringen. För att skapa ytterligare intresse för spelet har Valve haft tre gratishelger där alla med ett Steamkonto har kunnat ladda ner och spela spelet i högst 48 timmar gratis. Gratishelgerna varade under den 10 februari 2006, den 8 juli 2006 och den 4 juli 2008.

## Mottagande
| Mottagande      | Mottagande    |
| Samlingsbetyg   | Samlingsbetyg |
| Tjänst          | Betyg         |
| --------------- | ------------- |
| Gamerankings    | 81 %          |
| Metacritic      | 80/100        |
| Recensionsbetyg |               |
| Publikation     | Betyg         |
| 1UP.com         | B−            |
| Gamespot        | 8,1/10        |
| Gamespy         | [ 1 ]         |
| Gamereactor     | 7/10          |
| IGN             | 8,4/10        |
| PC Gamer UK     | 86 %          |
| PC Zone         | 7,9/10        |

Day of Defeat: Source fick ett positivt omdöme med ett genomsnittsbetyg på 80 av 100 och 81 procent från samlingsbetygswebbsidorna Metacritic och Gamerankings. Spelets grafik fick beröm där Gamespot uppgav att "presentationen är Day of Defeat: Sources mest uppenbara styrka", och där PC Zone instämde med att den skapar ett "spänt och känslomässigt" spel. Ragdollfysiken i spelet noterades som "roligt underhållande" av recensenter, och spelets ljud berömdes också. Spelupplägget beskrevs som "blixtkrig möter erövra flaggan" av 1UP.com, och berömdes lika av recensenterna där flera uppskattade klassernas ömsesidiga beroende och strategiska spelupplägg. Flera recensioner tyckte att spelets innehåll var av mycket hög kvalitet.
Kritik riktades huvudsakligen till spelets brist av innehåll. Trots att det befintliga innehållet fick beröm för dess kvalitet, fanns det några recensenter som bekymrade sig över det lilla antalet kartor som kom med i början av spelutgivningen. Men Valve hade också lovat att nytt innehåll skulle komma senare. IGN kommenterade att det befintliga innehållet förmodligen skulle bli tröttsamt inom en snar framtid, och Gamespy uppgav att spelets "brist på bredd" var en "allvarlig brist". PC Zone kommenterade också att "genom att fortfarande hålla sig fast vid den småskaliga känslan av skärmytsling från originalet, har Day of Defeat: Source ingen större avvikelse från Counter-Strike", och kommenterade vidare att spelet verkade vara ett "ansiktslyft" till en "mycket älskad modifikation […] innan vi får betala för det igen". PC Zone sammanfattade sin recension med att "detta är ett gammalt spel – ett utmärkt gammalt spel och ett vackert gammalt spel – men ändå ett gammalt spel".